# Biscarrosse
Biscarrosse är en kommun i departementet Landes i regionen Nouvelle-Aquitaine i sydvästra Frankrike. Kommunen ligger i kantonen Parentis-en-Born som tillhör arrondissementet Mont-de-Marsan. År 2022 hade Biscarrosse 15 412 invånare.

## Befolkningsutveckling
Antalet invånare i kommunen Biscarrosse
Referens:INSEE